# Ib・Ic型超新星

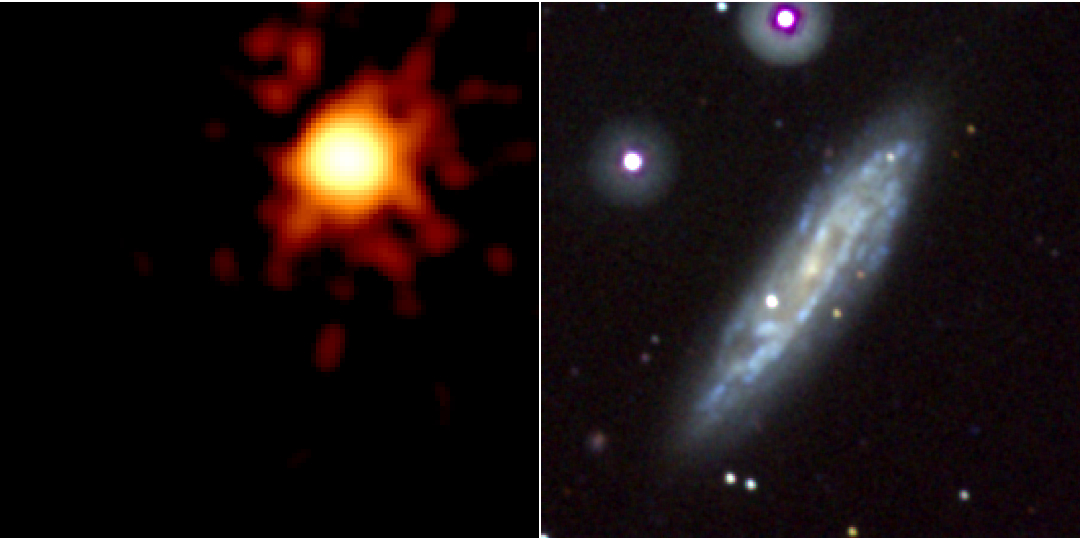
X線（左）と可視光（右）による銀河NGC 2770内のIb型超新星2008D
NASA image.

Ib・Ic型超新星(Type Ib and Ic supernovae)は、超新星の分類である。これらの恒星は、水素の外層が脱落しており、Ia型超新星のスペクトルと比べると、ケイ素の吸収線が欠けている。Ib型超新星と比べると、Ic型超新星はヘリウムでできた外層まで欠けている。この2つの型は、まとめてstripped core-collapse supernovaeとも呼ばれる。

## スペクトル
超新星が観測されると、スペクトル中の吸収線に基づいたミンコフスキー・ツビッキーの分類に従って分類される。超新星は、まずI型とII型に分類される。II型超新星は水素の吸収線を持つのに対して、I型超新星はスペクトル中に水素の吸収線を欠いている。I型はさらにIa型、Ib型、Ic型に細分される。
Ib・Ic型は、Ia型と比べ、635.5nmの波長の一価ケイ素イオンを欠いていることで区別される。また、時間が経つと、Ib・Ic型のスペクトルは酸素、カルシウム、マグネシウムの吸収線も示すが、Ia型のスペクトルは、ほぼ鉄の吸収線で占められるようになる。Ic型は、 587.6nmのヘリウムの吸収線も欠くことでIb型と区別される。

## 形成

進化の最終段階に達した大質量恒星のタマネギのような層状構造（縮尺は正しくない）

超新星になる前、進化の最終段階に達した大質量の恒星は、異なった種類の元素が層を作るタマネギのような構造になる。最も外側の層は水素であり、内側に行くに従って、ヘリウム、炭素、酸素等になる。そのため、外側の水素の層がはぎとられると、主にヘリウムからなる次の層が露出することになる。非常に熱く質量の大きい恒星が、恒星風によって大きな質量喪失が起こる進化の段階まで達すると、このようなことが起きる。非常に質量の大きい恒星（太陽質量の25倍以上）は、毎年10-5太陽質量を失うことがあり、これは10万年で太陽1つ分がなくなるほどである。
Ib・Ic型超新星は、恒星風または伴星への質量転移によって水素とヘリウムの層を失った大質量星の核が崩壊することによって発生すると考えられている。Ib・Ic型超新星爆発を起こす恒星は、強い恒星風か太陽質量の3倍から4倍の近接伴星との相互作用のために外層を失う。急速な質量喪失はウォルフ・ライエ星でも起こり、これらの大質量天体は水素の吸収線を欠いている。Ib型超新星爆発を起こす恒星は水素外層のほとんどを失っているが、Ic型超新星爆発を起こす恒星は水素とヘリウムの両方の層を失っており、Ib型よりも喪失が大きい。ある面では、Ib・Ic型の機構はII型と似ているが、Ib・Ic型はI型とII型の間に位置づけられる。その類似性から、Ib・Ic型はまとめてIbc型と呼ばれることもある。
Ic型超新星の一部は、ガンマ線バーストの起源になっているという証拠がある。しかし、水素を喪失したIb・Ic型超新星はガンマ線バーストにはなれないとする理論もある。いずれにしても、天文学者は、ほとんどのIb型は、またもしかするとIc型も、白色矮星の熱核暴走ではなく、核の崩壊の結果として発生すると考えている。
非常に大質量の恒星の数が少ないため、Ib・Ic型超新星の割合はII型超新星の数と比べて少ない。通常、新しい星形成のある領域で見られ、楕円銀河内では見られない。機構が似ているため、Ib・Ic型超新星とII型超新星は、まとめてcore-collapse supernovaeと呼ばれる。特に、Ib・Ic型超新星はstripped core-collapse supernovaeと呼ばれる。

## 光度曲線
Ib型超新星の光度曲線は、形態によって変化するが、Ia型超新星の光度曲線と似た形になることがある。しかし、Ib型の光度曲線は、Ia型のものよりもピークの光度が低く、より赤方に寄っている。スペクトルの赤外線部分では、Ib型の光度曲線はII-L型のものと似ている。また、Ic型と比べると減光の速度が遅い。
Ia型超新星の光度曲線は、天体までの距離を測定するのに有用である。つまり、標準光源となりうる。しかし、Ib・Ic型のスペクトルと似ていることから、距離の評価を行う前に観測サンプルから後者を注意深く取り除く必要がある。